# Umělecké plavání na mistrovství Evropy v plaveckých sportech 1989
Závody v uměleckém (synchronizovaném) plavání na mistrovství Evropy v plaveckých sportech za rok 1989 proběhly v Bonnu, Západní Německo ve dnech 13. až 20. srpna 1989.

## Československá stopa
Československo se soutěží v uměleckém plavání neúčastnilo.

## Výsledky

### Individuální disciplíny
| Ženy | Zlato                        | Zlato   | Stříbro                 | Stříbro | Bronz                 | Bronz   |
| ---- | ---------------------------- | ------- | ----------------------- | ------- | --------------------- | ------- |
| Sólo | Kristine Palasinidiová (URS) | 184,560 | Karine Schulerová (FRA) | 182,870 | Karin Singerová (SUI) | 181,830 |

### Týmové disciplíny
| Ženy    | Zlato | Zlato   | Stříbro | Stříbro | Bronz | Bronz   |
| ------- | --- | ------- | --- | ------- | --- | ------- |
| Dvojice | Francie (FRA) (Karine Schulerová, *Marianne Aeschbacherová, *Anne Capronová) | 182,502 | Sovětský svaz (URS) (Marija Čerňajevová, Jelena Foševská) | 179,970 | Švýcarsko (SUI) (Edith Bossová, Karin Singerová) | 179,652 |
| Tým     | Francie (FRA) (Marianne Aeschbacherová, Marie-Ange Bruckertová, Anne Capronová, Céline Lévêqueová, Myriam Lignotová, Anne-Caroline Mathieuová, Gaëlle Quelinová, Karine Schulerová) | 180,365 | Sovětský svaz (URS) (Gana Maximovová, Vera Artěmovová, Marija Čerňajevová, Jekatěrina Lavriková, Jelena Dolženková, Olha Pilipčuková, Kristine Palasinidiová, Jelena Foševská) | 179,945 | Švýcarsko (SUI) (Karin Singerová, Edith Bossová, Claudia Peczinkaová, Claudia Muraltová, Christine Lippunerová, Simone Lippunerová, Caroline Imoberdorfová, Daniela Jordiová) | 174,080 |

## Medailová bilance
V uměleckém plavání se rozdělily celkem 3 sady medailí.
| Pořadí | Stát                |       | Muži    | Muži  | Muži  |         | Ženy  | Ženy  | Ženy    |       | Muži + Ženy | Muži + Ženy | Muži + Ženy | Celkem |
| Pořadí | Stát                | Zlato | Stříbro | Bronz | Zlato | Stříbro | Bronz | Zlato | Stříbro | Bronz |             |             |             | Celkem |
| ------ | ------------------- | ----- | ------- | ----- | ----- | ------- | ----- | ----- | ------- | ----- | ----------- | ----------- | ----------- | ------ |
| 1.     | Francie (FRA)       |       | 0       | 0     | 0     |         | 2     | 1     | 0       |       | 2           | 1           | 0           | 3      |
| 2.     | Sovětský svaz (URS) |       | 0       | 0     | 0     |         | 1     | 2     | 0       |       | 1           | 2           | 0           | 3      |
| 3.     | Švýcarsko (SUI)     |       | 0       | 0     | 0     |         | 0     | 0     | 3       |       | 0           | 0           | 3           | 3      |
| Celkem | Celkem              |       | 0       | 0     | 0     |         | 3     | 3     | 3       |       | 3           | 3           | 3           | 9      |